# Gabrijel Veočić
Gabrijel Veočić (* 1. Juni 2001 in Slavonski Brod) ist ein kroatischer Boxer im Halbschwergewicht. Er trainiert im BK Brod von Slavonski Brod.

## Karriere
Veočić gewann im Nachwuchsbereich 2016 Bronze bei der Junioren-Europameisterschaft in Kaposvár, 2017 Silber bei der Junioren-Europameisterschaft in Albena und 2019 Bronze bei der Jugend-Europameisterschaft in Sofia.
Bei den Erwachsenen wurde er 2021 sowie 2022 Kroatischer Meister im Mittelgewicht und gewann 2022 in dieser Gewichtsklasse auch die Goldmedaille bei der U22-Europameisterschaft in Poreč. Bei der Weltmeisterschaft 2021 in Belgrad unterlag er erst im Viertelfinale gegen Yoenli Hernández Martinez und bei der Weltmeisterschaft 2023 in Taschkent ebenfalls erst im Viertelfinale gegen Gasimagomed Dschalidow. Zudem wurde er 2023 Kroatischer Meister im Halbschwergewicht und gewann die Silbermedaille im Halbschwergewicht bei den Europaspielen in Krakau, nachdem er im Finale gegen Oleksandr Chyschnjak unterlegen war. Zuvor hatte er Kristijan Nikolow, Andrei Arădoaie, Stiven Aas und Murad Allahverdiyev besiegt.
Bei der Europameisterschaft 2024 in Belgrad setzte er sich gegen Murad Allahverdiyev, Gasimagomed Dschalidow, Dmitri Koshcug, Yojerlin César sowie Rastko Simić durch und wurde Europameister im Halbschwergewicht. Bei den Olympischen Sommerspielen 2024 in Paris siegte er gegen Hussein Iashaish, ehe er im Viertelfinale gegen Cristian Pinales ausschied.
2025 wurde er erneut Kroatischer Meister.